# Закисление океана

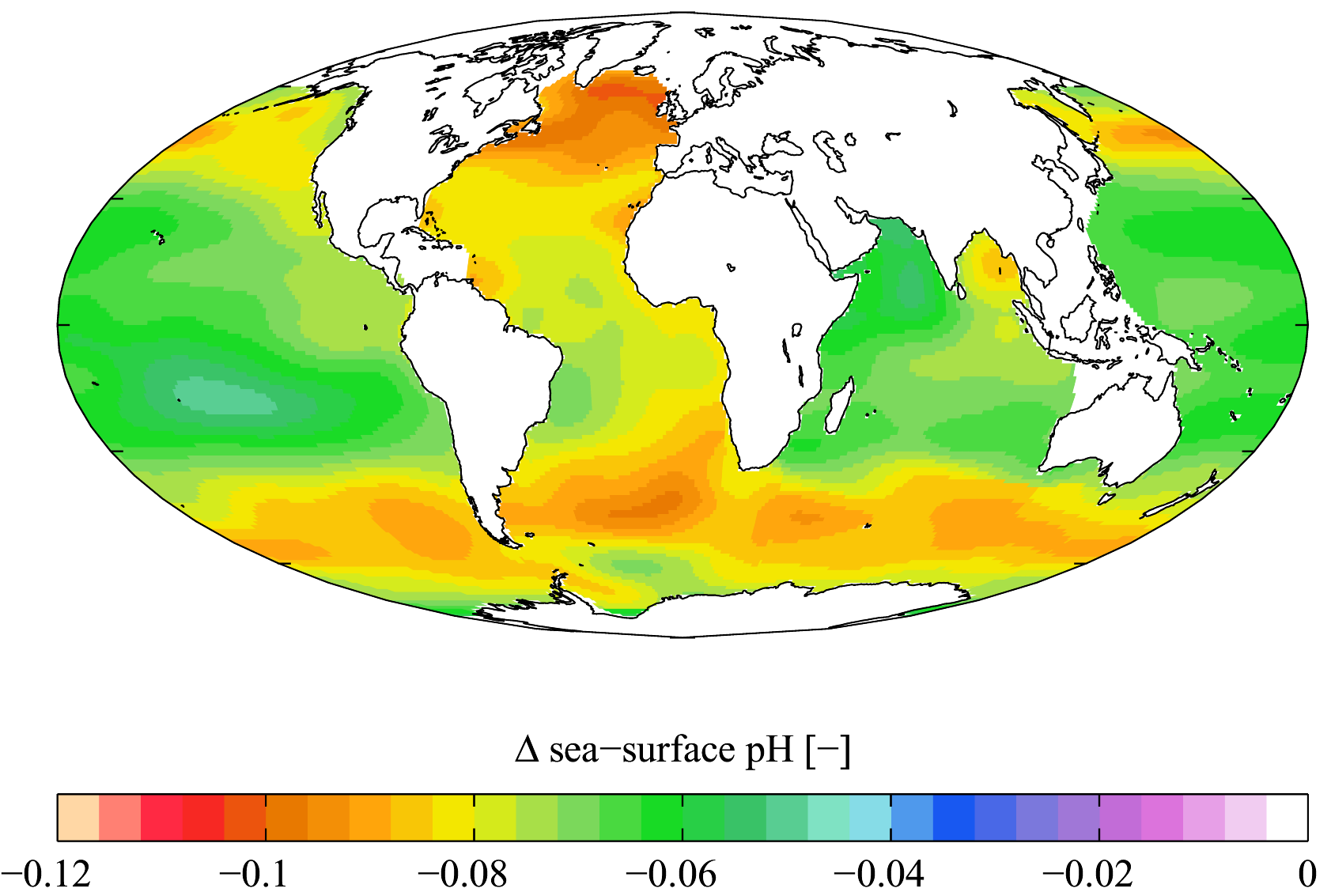
Изменение pH морской воды в период с 1700 по 1990 годы.

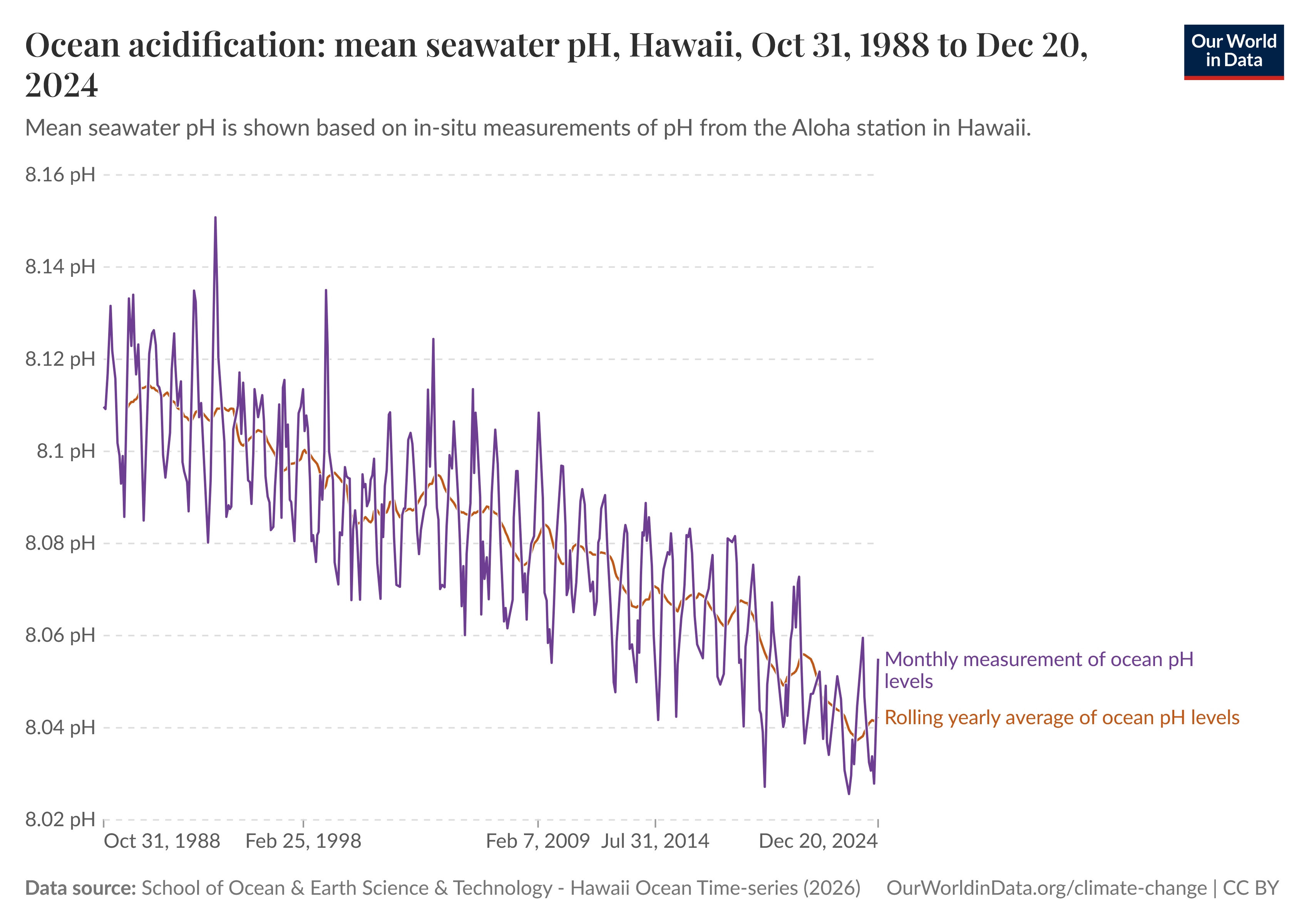
Закисление океана означает, что среднее значение рН океана со временем снижается.

Закисление океана (англ. ocean acidification) — это снижение показателя pH, вызванное попаданием в океан углекислого газа из атмосферы Земли. Наряду с глобальным потеплением, этот процесс является следствием в том числе и деятельности человека. В то время, как в атмосфере парниковые газы приводят к повышению температуры, в воде они вступают в химические реакции. На закисление влияет, главным образом, оксид углерода, в то время как на парниковый эффект влияют также метан и оксид азота.
В 2014 году Всемирная метеорологическая организация впервые включила в ежегодный отчёт о парниковых газах специальный раздел о закислении океана. В отчёте отмечается, что текущая скорость повышения кислотности океана является максимальной за последние 300 млн лет и, по прогнозам, будет только увеличиваться, как минимум, до середины XXI века.
Последствия закисления касаются, прежде всего, живых организмов, чьи раковины образованы из углекислого кальция. В результате закисления ослабевает их способность образовывать раковины. Так как эти виды часто служат основой пищевых цепей в океанах, следующие серьезные последствия могут коснуться морских животных, а в будущем и людей.
Также под влиянием закисления нарушается ориентация рыб в окружающей среде, морские хищники теряют чувствительность к запаху своих жертв, что ставит под угрозу само существование морских экосистем.
С 1890 года кислотность океана повысилась (рН упал с 8.2 до 8.1), что соответствует увеличению количества ионов водорода на 30%. В 1995−2010 годах в верхних 100 метрах океана  в точках наблюдения между Гавайями и Аляской количество ионов водорода увеличилось на 6 %. В океане возле Гавайских островов рН уже достигает 8.
Считается, что термин «закисление океана» ввёл американский учёный Кен Калдейра.
Хотя продолжающееся закисление океана частично является антропогенным по происхождению, оно происходило ранее в истории Земли и в результате экологический коллапс в океанах имел долгосрочные последствия для глобального круговорота углерода и климата.  Наиболее ярким примером является палеоцен-эоценовый тепловой максимум, который произошел примерно 56 миллионов лет назад, когда огромное количество углерода попало в океан и атмосферу и привело к растворению карбонатных отложений во всех океанских бассейнах.

## Углеродный цикл

Диаграмма распределения диссоциированных форм угольной кислоты в зависимости от рН морской воды

Углеродный цикл описывает обмен углекислого газа между океанами, земной биосферой, литосферой и атмосферой. Углеродный цикл включает как органические соединения, такие как целлюлоза, так и неорганические соединения углерода (диоксид углерода, карбкатион и бикарбонат ион).
В океане около 1 % неорганического углерода содержится в угольной кислоте и двуокиси углерода, около 91 % в ионах гидрокарбоната ({\displaystyle {\ce {HCO3^{-}}}}) и около 8 % в ионах карбоната ({\displaystyle {\ce {CO3^{2-}}}}). Диоксид углерода, растворенный в воде, находится в равновесии с гидрокарбонатом, карбонатом и ионами оксония (ионами гидроксония) по следующим уравнениям реакции:
{\displaystyle {\ce {CO2{}+ 2 H2O <-> H3O^{+}{}+ HCO3^{-},}}}
{\displaystyle {\ce {HCO3^{-}{}+ H2O <-> CO3^{2-}{}+ H3O^{+}}}}.
Неорганические соединения особенно актуальны при обсуждении подкисления океана, поскольку они включают много форм растворённого углекислого газа, который присутствует в океанах Земли.